# Gornje Sokolovo (Republika Serbska)
Gornje Sokolovo (cyr. Горње Соколово) – wieś w Bośni i Hercegowinie, w Republice Serbskiej, w gminie Ribnik. W 2013 roku liczyła 46 mieszkańców.